# Marguerite-D'Youville (circonscription provinciale)
Pour les articles homonymes, voir Marguerite d'Youville (homonymie).
Circonscription électorale provinciale du Canada
Marguerite-d'Youville est une ancienne circonscription électorale québécoise. Elle est nommée en l'honneur de Marguerite d'Youville, infirmière en Nouvelle-France et sainte canadienne. Elle fut intégrée à la nouvelle circonscription de Montarville lors de la réforme de la carte électorale de 2011. 	

## Historique
La circonscription est formée d'une partie de l'ancienne circonscription de Bertrand.

## Territoire et limite
La circonscription regroupait les villes de Boucherville et de Sainte-Julie.

## Liste des députés

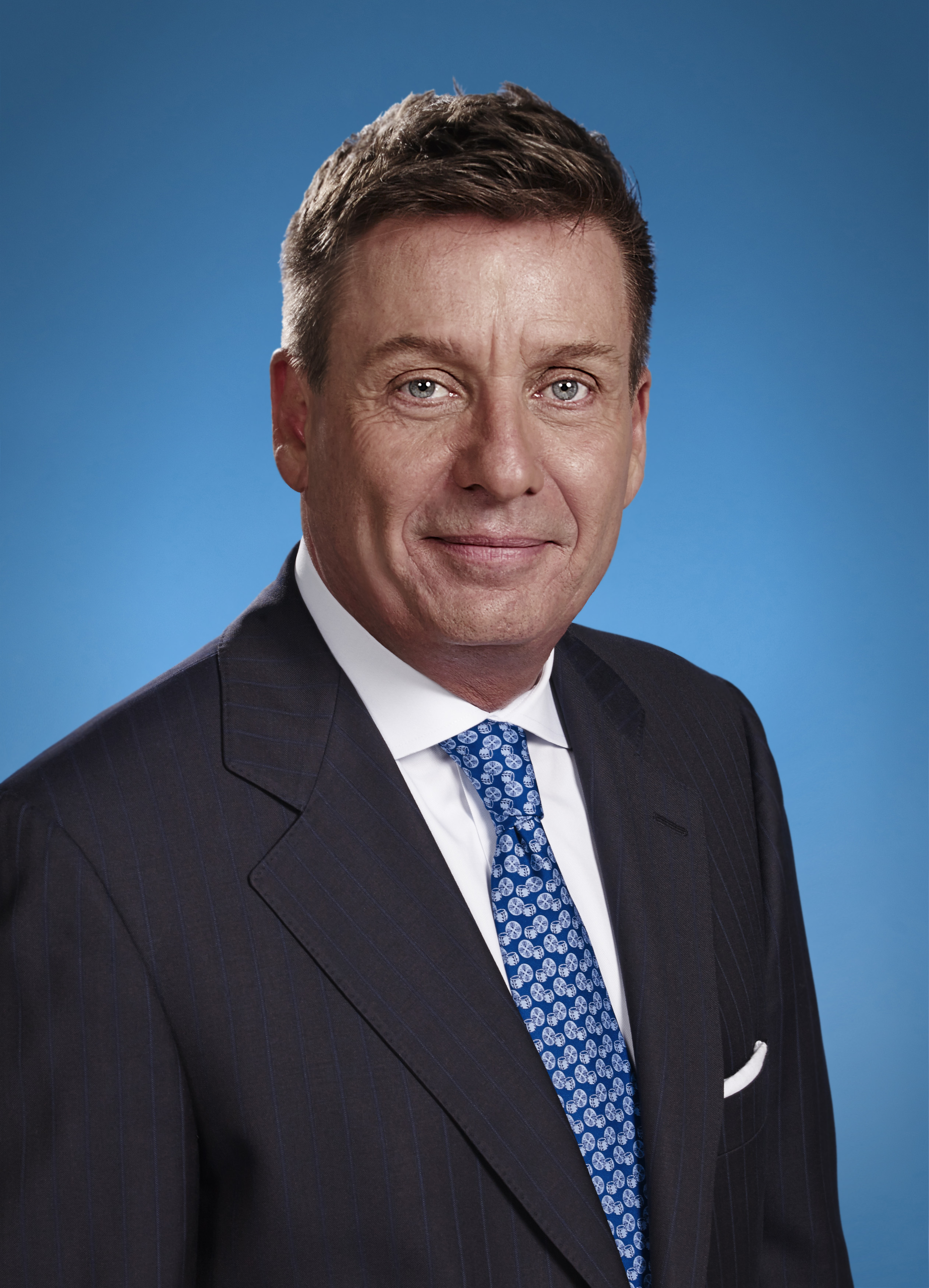
Pierre Moreau, député de Marguerite-D'Youville de 2003-2007

| Législature                                 | Années    | Député | Député               | Parti               |
| ------------------------------------------- | --------- | ------ | -------------------- | ------------------- |
| Marguerite-D'Youville Créée depuis Bertrand |           |        |                      |                     |
| 35e                                         | 1994–1998 |        | François Beaulne     | Parti québécois     |
| 36e                                         | 1998–2003 |        | François Beaulne     | Parti québécois     |
| 37e                                         | 2003–2007 |        | Pierre Moreau        | Libéral             |
| 38e                                         | 2007–2008 |        | Simon-Pierre Diamond | Action démocratique |
| 39e                                         | 2008–2012 |        | Monique Richard      | Parti québécois     |
| Dissoute dans Montarville                   |           |        |                      |                     |